# Kiedosy
Kiedosy (prononciation [kʲɛˈdɔsɨ]) est un village de la gmina de Działoszyn, du powiat de Pajęczno, dans la voïvodie de Łódź, situé dans le centre de la Pologne.
Il se situe à environ 9 kilomètres au sud-ouest de Działoszyn (siège de la gmina), 18 kilomètres au sud-ouest de Pajęczno (siège du powiat) et 93 kilomètres au sud-ouest de Łódź (capitale de la voïvodie).
S population s'élevait à 476 habitants en 2011.

## Administration
De 1975 à 1998, le village était attaché administrativement à l'ancienne voïvodie de Sieradz.

Depuis 1999, il fait partie de la nouvelle voïvodie de Łódź.